# نجيل الهند

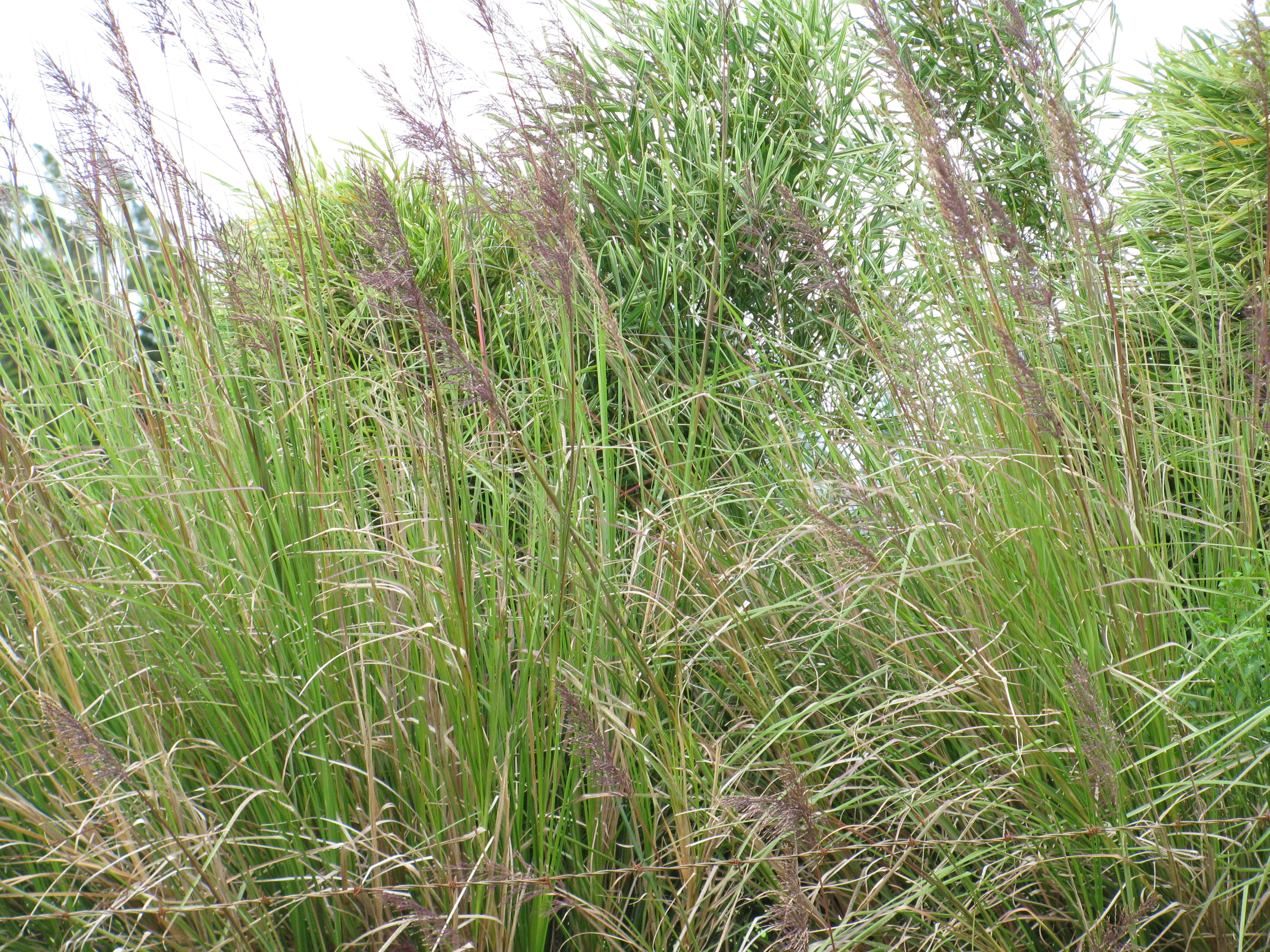
نجيل الهند

نجيل الهند  (بالإنجليزية: Vetiver)‏ نبات هندي من الفصيلة النجيلية.
النبات ذو جذور عطرية الرائحة. وعلى الرغم من اعتبار الهند الموطن الأصلي لهذه النبتة إلا أنها تنتشر أيضا في مناطق استوائية أخرى مثل هاييتي وجاوا وريونيون.

## وصف
نجيل الهند هو عشب خشن معمِّر صالح للأكل ودائم الخضرة، ينمو في كميات كثيفة، متوسط ارتفاعه يتراوح بين 1 إلى 1.5 متر، ويمكن أن يصل إلى 3 أمتار، أوراقه خضراء فاتحةُ اللون.
يشبه نجيل الهند في الشكل عشبةَ الليمون، ويمتاز بجذر قوي وعميق له تفرُّعات ورائحة عِطرية، يمكن أن يصل عمق الجذر إلى أكثر من 4 أمتار، ويُستخلَص منه الزيت العِطري الثمين.
آسيا هي موطن هذا النبات، ويُزرَع في المناطق الاستوائية وشبه الاستوائية في العالم، في السهول الفيضية وضفاف الأنهار.

## الزراعة

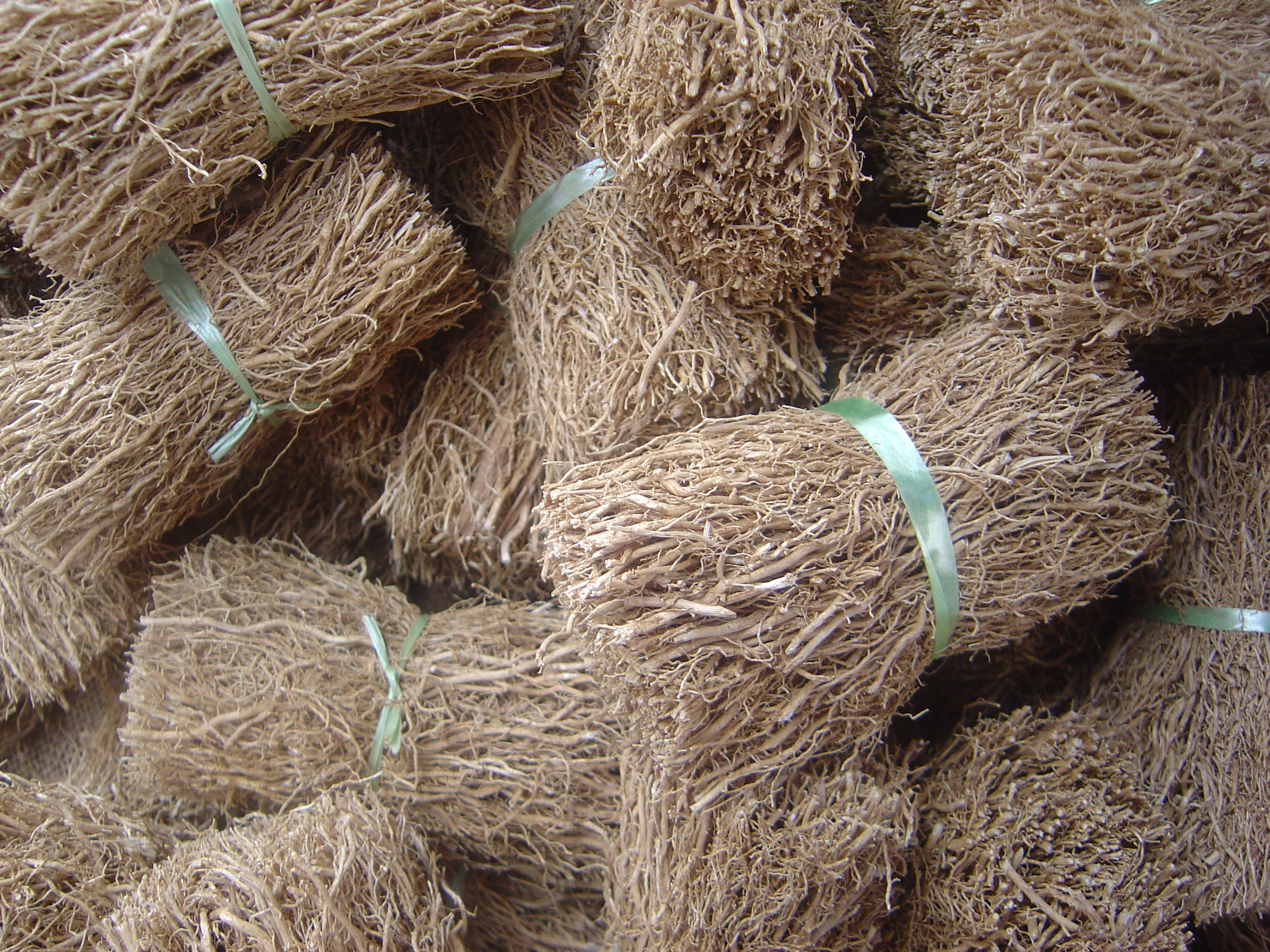
جذور نجيل الهند

يُفضَّل زراعة نجيل الهند في المناطق التي تكون فيها درجات الحرارة السنوية خلال النهار تتراوح بين 22-35 درجة مئوية؛ حيث ينمو فيها بشكل أفضل، ولكن يمكن يتحمل درجات حرارة 12-45 درجة مئوية.
بالنسبة لمعدل هطول الأمطار، يُفضَّل أن يكون المتوسط سنوياً بين 500-2500 مم، لكن لا بأس إذا كان بين 200-5000 مم. ويُستحسَن أن تكون التربة تحتفظ بالرطوبة مع وجود أشعة الشمس الكاملة.
يتحمل هذا النبات التربة المالحة، يُفضَّل أن تكون درجة الحموضة بين 4.5-8، لكن يمكن أن يتحمل درجة حموضة 3-9.9
يُحصَد حوالي 1-5 أطنان من جذور نجيل الهند المجففة لكل هكتار سنوياً، ويستخلص منه الزيت العِطري بنسبة 0.7-2.5%، أي ما بين 40-100 كغ من الزيت العِطري.

## زيت نجيل الهند (الزيت العِطري)

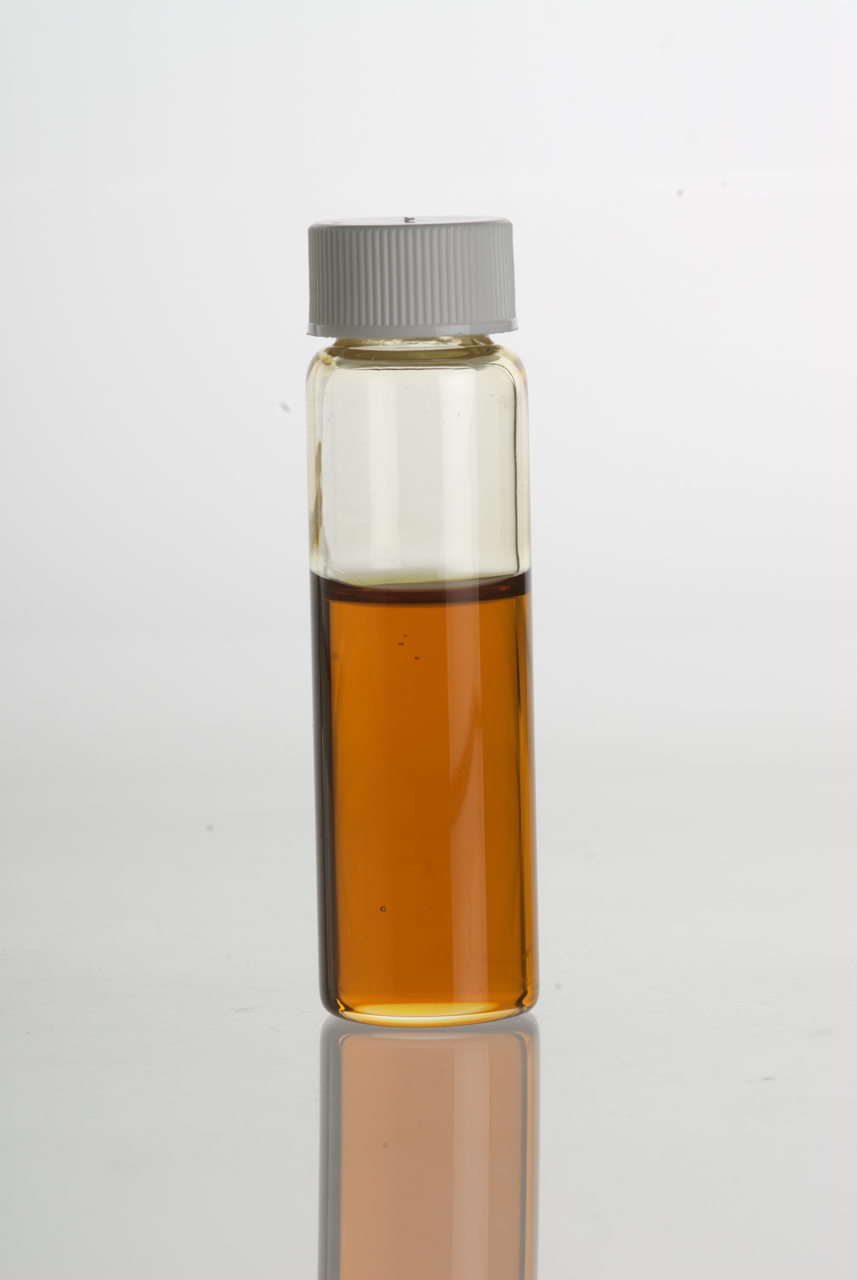
زيت نجيل الهند

غالباً ما يُزرَع نجيل الهند للتجارة بزيته العِطريّ المُستخلَص من جذوره. الزيتُ له استخدامات في الطعام والشراب وله استخدامات طبيّة، وأيضاً يُستخدَم في العطور.
بالنسبة لاستخدامات الزيت في الطعام والشراب، فهو يُستخدَم لإضافة النكهة في المشروبات والحلويات والمثلجات وفي بعض الأطعمة المعلبة، كالبازلاء والهليون لتعزيز الطَّعم والرائحة.
أما استخداماته الطبية، فيُستخدَم كمضاد للأكسدة ومضاد للالتهابات وأيضاً مضاد للفطريات والميكروبات، بالإضافة إلى أنه يُستخدَم كمدر للبول.

## معرض صور
